# Psaliodes adhaesiata
Psaliodes adhaesiata là một loài bướm đêm trong họ Geometridae.